# Zaza Urushadze
Zaza Urushadze (ზაზა ურუშაძე; Tbilisi, 30 de outubro de 1965 – Tbilisi, 7 de dezembro de 2019) foi um cineasta georgiano. Foi indicado ao Oscar de melhor filme estrangeiro na edição de 2015 pela realização da obra Mandariinid. Urushadze morreu no dia 7 de dezembro de 2019 em decorrência de um ataque cardíaco.

## Filmografia
- Ak tendeba (1998)
- Ckheli Dzagli (2003)
- Sami Sakhli (2003)
- Mandariinid (2014)

## Prêmios e indicações
- Venceu: Oscar de melhor filme estrangeiro - Mandariinid (2014)